# CUE!
《CUE!》是由日本遊戲公司Liber Entertainment推出的手機遊戲，以聲優育成為主題，起用16名聲優新人，2019年10月25日至2021年4月30日期間營運。改編電視動畫於2022年1月7日首播，動畫製作公司是夢太公司和Graphinica。

## 角色列表

### Flower
六石陽菜（聲：內山悠里菜）
鷹取舞花（聲：稗田寧寧）
鹿野志穗（聲：守屋亨香）
月居穗乃香（聲：緒方佑奈）

### Bird
天童悠希（聲：鷹村彩花）
赤川千紗（聲：宮原颯希）
惠庭爱理（聲：飯塚麻結）
九條柚葉（聲：村上真夏）

### Wind
夜峰美晴（聲：安齋由香里）
神室絢（聲：松田彩希）
宮路真幌（聲：山口愛）
日名倉莉子（聲：鶴野有紗）

### Moon
丸山利惠（聲：立花日菜）
宇津木聰里（聲：小峯愛未）
明神凛音（聲：佐藤舞）
遠見鳴（聲：土屋李央）

## 外部連結
- 官方網站（日語）
- 電視動畫官方網站（日語）